# André Neles
André Moreira Neles (Patrocínio, 1978. január 4. – 2020. február 6.) ismert nevén André Neles, egyenlítői-guineai válogatott brazil labdarúgó, csatár.
2007 és 2011 között hat alkalommal szerepelt az egyenlítői-guineai válogatottban és három gólt szerzett.

## Sikerei, díjai
Atlético Mineiro
- Mineiro bajnokság (Campeonato Mineiro)
  - bajnok 2000

Vitória
- Baiano bajnokság (Campeonato Baiano)
  - bajnok: 2002

Fortaleza
- Cearense bajnokság (Campeonato Cearense)
  - bajnok: 2005